# 黄虾
黄虾（英語：Huang Ha，1946年—2022年3月27日），原名黄景洋，又名黄哈，是一位香港电影演員、動作指導。

## 生平
刘家良的父亲刘湛的徒弟，最初在刘家班等公司担任演员等职务，后加入洪家班，并在《僵尸先生》等电影中饰演配角类型的角色。
之后于1991年左右息影。
其于2019年因中风入院，惟其状况尚好。
于2022年3月27日去世。

## 外部連結
- 黄虾在互联网电影资料库（IMDb）上的資料（英文）
- 黄虾在香港影庫上的簡介